# Nacht der braunen Schatten
Nacht der braunen Schatten (Originaltitel Swastika Night) ist ein 1937 erschienener dystopischer Roman der englischen Autorin Katharine Burdekin. In diesem haben nach einem Zweiten Weltkrieg Deutschland und Japan sich die Erde aufgeteilt. Der Roman wird heute auch als Alternativweltgeschichte betrachtet, wenngleich es sich zur Entstehungszeit um einen Zukunftsroman und keinen alternativen Geschichtsverlauf handelte.

## Handlung
Der Roman beschreibt Europa nach einer siebenhundertjährigen nationalsozialistischen Herrschaft, in dem die Juden vernichtet wurden, Christen äußerst diskriminiert werden, eine rassistische Männergesellschaft herrscht und Adolf Hitler als Gott verehrt wird. Frauen sind in dieser Gesellschaft völlig entmenschlicht und auf das Gebären von Kindern reduziert. Die Geschichte wurde im Sinne der Arierideologie umgeschrieben. Nur elitäre Kreise besitzen das Wissen über das Leben vor der Herrschaft der Nationalsozialisten.
Nazi-Deutschland und das japanische Kaiserreich haben den „Zwanzigjährigen Krieg“ (verlängerter Zweiter Weltkrieg) gewonnen. In dieser Zeit wurde die Sowjetunion von Nazi-Deutschland unterworfen. Neben dem „Hitler-Imperium“ existiert das „japanische Imperium“. Der Protagonist ist Alfred, ein Engländer, der sich auf einer Wallfahrt nach Deutschland befindet. Die Engländer werden von den Deutschen verabscheut, da sie die letzten Gegner Deutschlands in Europa während des „Zwanzigjährigen Krieges“ waren. Eine seiner Pilgerstätten gemäß dem lang etablierten Glaubenssatz, ist das „Heilige Flugzeug“ Hitlers, welches Hitler damals auf einer siegreichen Mission nach Moskau flog. In der arisch umgeschriebenen Geschichte wird Hitler als großer, blonder Gott dargestellt, der persönlich den „Zwanzigjährigen Krieg“ gewann. Als Alfred ein historisches Foto von Hitler in die Hände bekommt, das diesen mit einem Mädchen vor einer Menschenmenge zeigt, ist er verblüfft, wie Hitler wirklich ausgesehen hatte. Alfred ist schockiert, dass Hitler tatsächlich ein kleiner, brünetter Mann mit Wampe war. Die Menschenmenge auf dem Bild schien auch mehr das kleine Mädchen als ihn zu betrachten. Dies passte nicht in Alfreds Weltbild, das Hitler als Gott darstellt. Ein ebenfalls schockierender Punkt für Alfred ist, dass Frauen und Mädchen auf dem Bild Wertschätzung und Ansehen genossen, ganz im Gegenteil zu den nur noch als Gebärmaschinen eingesetzten und diskriminierten Frauen seiner Zeit.
Anderenorts beherrscht das japanische Imperium Nord- und Südamerika, Asien (bis zur Grenze des europäischen Russlands), Australien sowie Persien. Da Japan die einzige Supermacht neben dem Hitler-Imperium ist und die beiden Fraktionen ständig Kriege führen, gibt es dennoch immer wieder am Ende der Konflikte Pattsituationen. Weiter haben die beiden Weltmächte schwer unter den Folgen der körperlichen Degenerierung der Frauen zu leiden, um die Aufrechterhaltung der Populationen zu gewährleisten. In diesen Ereignissen wird Alfred von der SS ermordet. Kurz bevor er stirbt, verrät er seinem Sohn die ganze Wahrheit über die Geschichte Nazi-Deutschlands.
Die Schriftstellerin Burdekin sah sowohl den Holocaust voraus als auch den Angriff Nazi-Deutschlands auf die Sowjetunion und den Angriff Japans auf die Vereinigten Staaten.

## Rezeption
„Das Buch ist nicht nur im historischen Kontext bedeutsam, da viele seiner Erkenntnisse bis heute nicht klarer formuliert wurden, es ist auch als feministisches Manifest anzusehen, in dem die durchgängig männliche Sichtweise der literarischen Anti-Utopien originell gegen den Strich gebürstet wird.“ (Regnier Le Dyckt, Literaturzirkel Belletristik, Science Fiction & Fantasy 07/2003)

## Ausgaben
- Erstausgabe: als Murray Constantine: Swastika Night. Gollancz, 1937.
- Ausgabe als Katharine Burdekin: Swastika Night. The Feminist Press (European Classics), 1985, ISBN 0-935312-56-0.
- E-Book: Swastika Night. Gateway / Orion, 2016, ISBN 978-1-4732-1467-5.
- Deutsche Übersetzung: Nacht der braunen Schatten. Übersetzt von Petra Heßelbarth. Unrast-Roman #3, Münster 1995, ISBN 3-928300-31-8 (Auszug unrast-verlag.de (Memento vom 30. September 2007 im Internet Archive), abgerufen am 24. Juli 2014).